# Vancouver Olympic Village

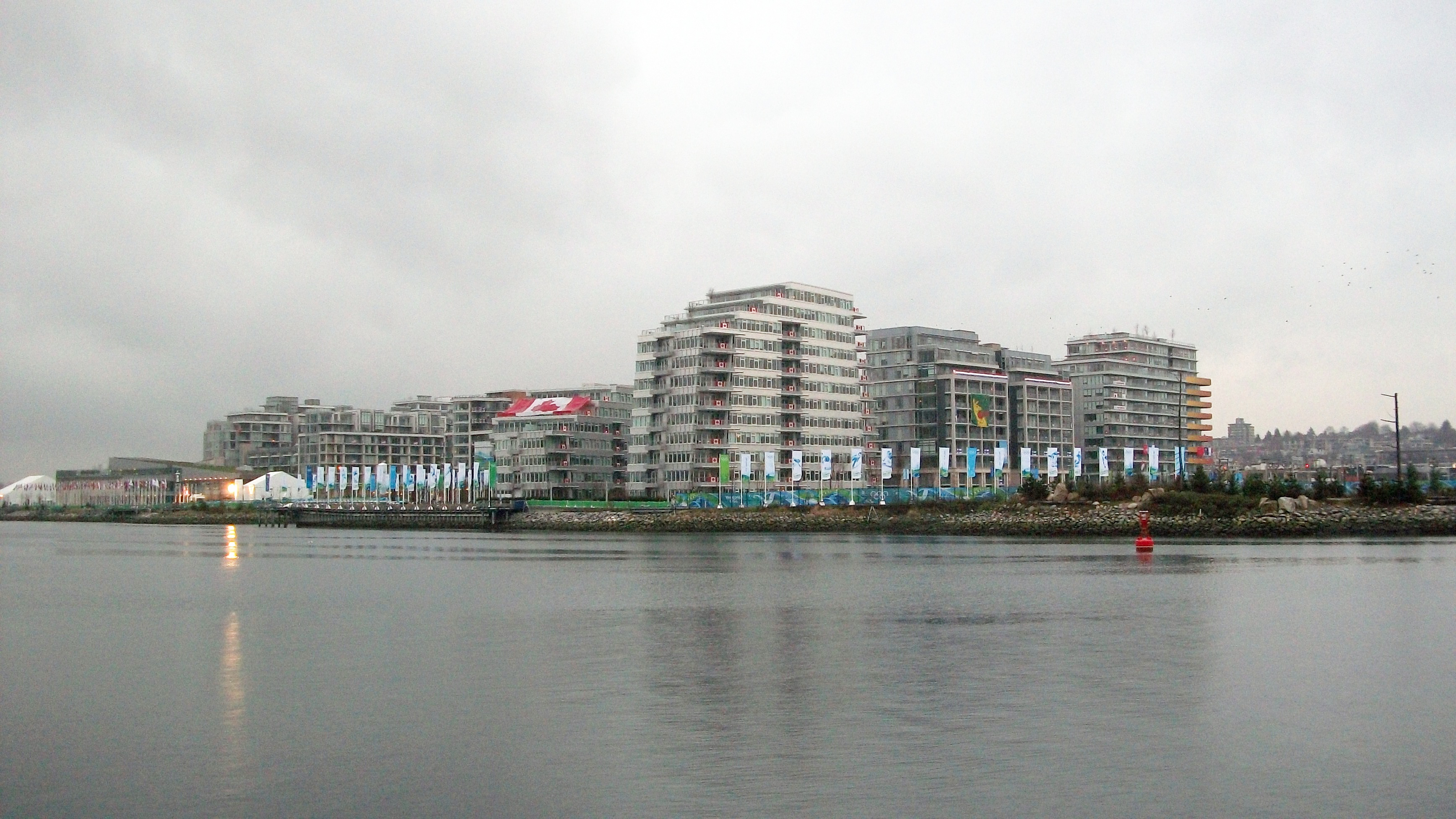
Het olympisch dorp op 10 februari 2010

Het Vancouver Olympic Village was het olympisch dorp voor de Olympische Winterspelen 2010 en de Paralympische Winterspelen 2010 in Vancouver. Het terrein aan de zuidoostelijke zijde van de False Creek en ten noorden van 2nd Avenue beslaat 56.000 m² huisvestte 2800 atleten, trainers en officials. Na de Olympische Spelen is het gebied verder ontwikkeld en zal uiteindelijk een onderkomen aan 12.000 mensen bieden in 2020. 
Voor de bouw van het olympisch dorp was het een industrieterrein en een parkeerterrein. Aan weerszijden is het dorp begrensd door de Quebec Street en Manitoba Street. Het is ten zuiden van Science World gelegen en het zal deel uitmaken van de loop- en fietsroute, de False Creek Seawall. Het dorp is bereikbaar met de Granville Island Heritage Railway, de Aquabus, de False Creek Ferries en de Expo Line (halte Main Street).

## Bouw
De voorbereiding van de bouw van het dorp werd gestart in februari 2006. De werkzaamheden werden in november 2009 voltooid en op dat moment werd het grondgebied door de gemeente overgedragen aan het Vancouver Organizing Committee. Op 7 april 2010 krijgt de gemeente de grond terug, waarna nieuwe bewoners de huizen zullen betrekken.